# Кричтон, Чарльз
Чарльз Уильям Гарри Кричтон (англ. Charles William Harry Crichton; 7 июля 1872, Колчестер — 8 ноября 1958, Bontddu, Гуинет) — британский яхтсмен, чемпион летних Олимпийских игр 1908 года.
На Играх 1908 года в Лондоне Кричтон соревновался в классе 6 м. Его команда стала первой, выиграв две из трёх гонок.